# Малий Ут
Мали́й Ут (рос. Малый Ут) — присілок у складі Ачитського міського округу Свердловської області.
Населення — 117 осіб (2010, 149 2002).
Національний склад станом на 2002 рік: росіяни — 98 %.